# Johan Ahlgren (1883–1964)
Johan Emil Ahlgren, född 30 oktober 1883 i Grästorp, död 12 juli 1964 i Trökörna församling, var en svensk löjtnant i Kongoarmén.

## Biografi
Johan Ahlgren var tillsammans med tvillingbrodern Sven Alfred fjärde och femte barnet till Svante Andreasson (1856-1926) och Kristina Andersdotter (1847-1929) när de föddes 30 oktober 1883. De hade då tre systrar. Fadern emigrerade till USA redan i juni 1883, dvs innan Johan och Sven Alfred föddes. Modern Kristina är registrerad som familjeöverhuvud med fem barn vid denna tid. Johan blev medlem i Hallands regementes skytteförening 1902-1906. Flera av syskonen emigrerade till USA i början av 1900-talet, och det gjorde även Johan som kom till New York 19 september 1906. Men till skillnad från resten av syskonen blev inte Johan kvar i Amerika. 

### I Kongo

Kvinnogördel insamlad av Johan Ahlgren under hans tid i Kongo. Denna gördel sägs komma från wangata.

Han tog värvning i Kongostatens armé 1907 och fortsatte vara verksam i Övre Kongo när Kongostaten gick över till att bli Belgiska Kongo 1908. Under närmare tio år var han verksam i Kongo. De inledande tre åren var han stationsbefälhavare på posten Ingende som låg en dagsresa, ca 50 km ostsydost om Qoquilhatville, idag Mbandaka, längs Kongoflodens biflod Ruki. Ahlgren hemförde 1910 samlingar från dessa år vilka sades komma från bland annat wangatafolket (ngata). Han återvände till Kongo och fram till 1913 var han stationerad vid Lingomo i Lulongadistriktet (bildades 1912 och upphörde 1933, ligger i dagens Équateur) mellan bifloderna Maringa och Lopori. Även 1913 kom han hem med samlingar, denna gång från bland annat mongofolket, bangala och pygméfolket "batua" (även kallade batwa, idag ofta kallade mongo twa i denna del av Kongo).
Samlingarna, alternativt delar av dem, sålde Ahlgren nästan 20 år senare till Etnografiska museet, Stockholm 1932 och 1933.

### Från Kongo till USA
År 1917 återvände han till New York, USA från Boma via Liverpool. Han gifte sig i april 1917 bara några dagar efter ankomsten med fransyskan Blanche Monnier som åkte med på samma resa från Liverpool. Ahlgren var då registrerad som bonde ("farmer"). Året efter föddes sonen Roland i Brunswick, Kanabec, Minnesota. Hur länge han stannade i USA är oklart men han återkom till Sverige.

### Åter i Sverige
Från 1932 var han med i Trökörna skyttegille, Hallebo, Frambo där han var skjutinstruktör.
Johan Ahlgren var ogift vid sin död och är begravd på Trökörna kyrkogård.